# ماري إيفانز
كانت ماري إيفانز (بالإنجليزية: Mary Evans)‏ (المولودة عام1735- والمُتوفاة عام1789 م)، والمعروفة باسم ماري فانتل وين (مريم ذات العباءة البيضاء) زعيمة طائفة دينية قصيرة العمر في ويلز اعتقد أتباعها أنها تزوجت من المسيح وأنها لن تموت أبدًا، ولكن سرعان ما انحلت تلك الطائفة بعد وفاتها.

## حياتها

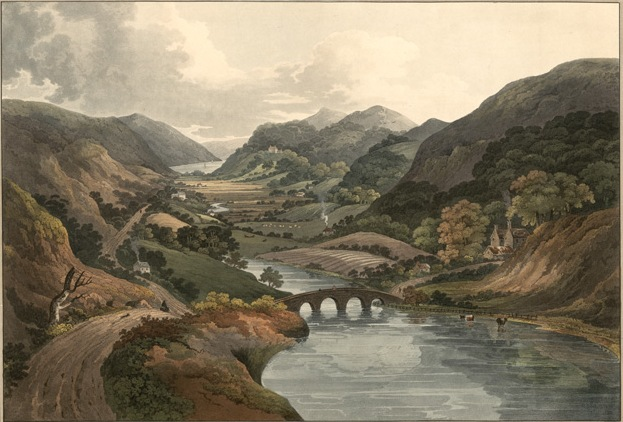
وادي فيستينيوغ، ميريونثشاير، حيث ظهر نشاط جماعة ماري إيفانز

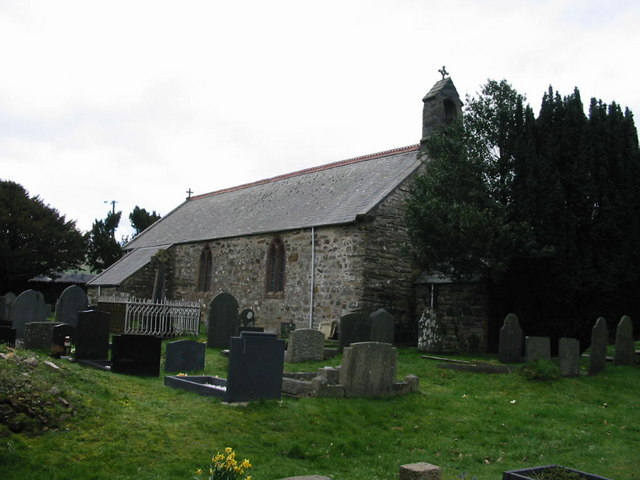
كنيسة شواطئ الطريق السريع، حيث دُفنت ماري إيفانز

وُلدت ماري إيفانز في عام 1735م في سيريديغيون، ويلز. ويُعتقد أنها جاءت من أنغلزي إلى ميريونثشاير حوالي عام 1780م. وفقًا لبعض الروايات كانت ماري تخدم في مستعمرة مينتورج، في حين قال آخرون أنها عاشت في بريشياو في أبرشية ليانديسوين، على الحدود مع مينتورج. تركت ماري زوجها وذهبت لتعيش مع رجل آخر.
زعمت ماري أنها كانت مخطوبة للمسيح، وأقنعت العديد من الناس بقصتها. ارتدت ماري عباءة حمراء على رأس موكب طويل لمهرجان الزواج في كنيسة فستينيوغ، تلاها حفل زواج في حانة في فستينيوغ. تلقت ماري العديد من هدايا الزفاف. وانتشرت الطائفة على نطاق واسع حول فيستنيوغ وبينماشنو وهارليش. يبدو أن الأعضاء كانوا أشخاصًا بسيطاء وسُذّج. قد يكون عددهم وصل إلى ستين أو سبعين، وعقدوا الاجتماعات في المنازل و «على قمم التلال». كانت ماري وأتباعها يرتدون بدلات بيضاء يوم الأحد، وأقاموا احتفالات في الجبال فوق مدينة فيستينيوغ. لا يُعرف إلا القليل عن معتقداتهم أو ممارساتهم.
توفيت ماري في تالسارناو. زعمت ماري قبل ذلك أنها لن تموت أبدًا، لذلك كان هناك تأخير طويل قبل دفن جثتها، لكن تم دفنها في 28 أكتوبر 1789 في فناء كنيسة شواطئ الطريق السريع. أصرت شرطة الأبرشية الرعية على دفن الجثة لأسباب تتعلق بالنظافة.

## تراثها
لا يزال قبر ماري موجودًا حتى يومنا هذا. نُحت شاهد قبرها على لوح منحوت تقريبًا من الأردواز، حيث ترك تابع مخلص لجماعته الدينية عبارة. يُعطي شاهد قبرها ماري عمرًا ذا54 ماري فانتل وين (مريم ذات العباءة البيضاء)عامًا عند وفاتها. أبقى أتباعها قصاصات من ملابسها كآثار لبعض الوقت، لكن لم تدُم الطائفة طويلاً بعد موتها. على الرغم من أنه لا يعرف إلا القليل عن تلك الطائفة الدينية، إلا أنها ُتذُكِرت في المنطقة لعدة أجيال. تم ذُكرت قصة حياتها في قصص الأطفال. في أواخر الثلاثينات من القرن الماضي، طُلب من الأطفال القدوم للداخل قبل حلول الظلام كي لا تختطفهم ماري فانتل وين (مريم ذات العباءة البيضاء).
يطلق قاموس سيرة ويلز عليها «ماري إيفانز المحتالة».